# إد كوريغان
إد كوريغان (بالإنجليزية: Ed Corrigan)‏ هو رياضياتي بريطاني، ولد في 10 أغسطس 1946 في بيركنهيد ‏ في المملكة المتحدة.

## وصلات خارجية
- الموقع الرسمي